# 秋桜 (映画)
『秋桜』（こすもす）は、1997年に公開された日本映画。すずきじゅんいち監督、 小田茜と松下恵の主演。新もとみや方式映画として、もとみや青年会議所が企画、本宮町（現・本宮市）にてオールロケにて製作された映画。

## あらすじ
ブラジルで交通事故に会って5年前に父親を失い、自身も輸血でHIVに感染しすでに2年前から発症をはじめている少女・園田明子。彼女が母親とともに故郷の本宮町に戻ってくる。町ではすでに明子がエイズであると噂が広まっている。造り酒屋の娘・山倉夏実は、明子の幼なじみで大親友であったが、明子がHIVということで不安をおぼえるが、明子の以前と変わらぬ明るさに反省し明子との交流を深めていく。元気に見えた明子であったが本宮高校への転校初日の集会で貧血で倒れてしまう。夏実はボーイフレンドの修司のHIVへの恐れに怒り、父・正吉のHIVへの誤解に絶望して家を飛び出し、明子の家に行く。明子の母から母親の自分でさえ最初はそうだったと言われ、明子の明るさの裏にある深い苦しみを理解する。学校でも担任の松原のようにHIVを正しく理解する人もいれば、委員長の奈緒美のようにあからさまに快く思わない態度をとる人もいる。町の実力者・白鶴のように校長に明子が学校から出ていくように迫る大人たちもいる。学園祭でコントを披露する計画を立てた明子と夏実は、二人で練習を重ねる。帰り道、奈緒美たちに呼び止められ二人は因縁をつけられる。明子は自分の死ぬ場所として生まれ故郷を選んじゃダメなのかと夏実にも隠していた心の内を叫ぶ。突然の雷雨に打たれ、明子は病院に運び込まれ入院となる。入院した明子は、夏実に阿武隈川の川端に咲くコスモスが欲しいという。学園祭の舞台にひとりで立つ夏実に、心ないヤジがぶつけられる。夏実は明子の心中について必死に訴えかけると、ヤジは消え観客からたくさんの拍手が沸き起こる。夏実がコスモスの花を抱えながら病院に着くのと同時に、明子は大好きな安達太良山を見ながら息をひきとる。夏実のもとへ生前に明子が書いた手紙が届けられる。明子からの感謝が書かれた文面を読んで夏実は強く生きていこうと決意する。

## キャスト
- 園田明子 - 小田茜
- 山倉夏実 - 松下恵
- 園田清美 - 夏木マリ
- 園田菊乃 - 山岡久乃
- 松原潔 - 宍戸開
- 山倉正吉 - 石井愃一
- 高田修司 - 齋藤恭央
- 大西奈緒美 - 安斎恵吏
- 白鶴総一郎 - 宍戸錠
- 本宮高校校長 - 藤田敏八
- 本宮校長教頭 - 川地民夫
- 二瓶京子 - 榊原るみ
- 野坂 - 野口雅弘
- 大野早苗 - 仁井田さゆり
- 太田 - 林家とんでん平
- 大天狗酒造従業員 - 林家しゅう平
- 文化祭の司会者 - 林家まる子
- 出前持ちのあっちゃん - 広畑あつみ
- 山倉大介 - 松田聡也
- 大野光恵 - 奥村飛鳥

## スタッフ
- 監督 - すずきじゅんいち
- 脚本 - すずきじゅんいち、小杉哲大
- 原作 - すずきじゅんいち
- エグゼクティブプロデューサー - 鈴木克夫、坂田信久、武井英彦、中島忠史、伊藤梅男
- 製作 - すずきじゅんいち、漆戸靖治、根本昌明、増田さだ子、長澤裕二、早川恒夫
- プロデューサー - 小杉哲大、山崎喜一朗、穂山賢一
- 撮影監督 - 田中一成
- 撮影 - 奈良一彦
- 美術 - 稲垣尚夫
- 音楽 - 佐村河内守
- 音楽プロデューサー - 瀬間好孝
- 主題歌 - 「秋桜」（歌 小田茜、作詞作曲 佐村河内守）
- 録音 - 久保田幸雄
- 整音 - 松本能紀
- 効果 - 今野康之
- 照明 - 安河内央之
- 編集 - 掛須秀一
- スタイリスト - 友久理恵
- ラインプロデューサー - 平増邦秀
- 助監督 - 永岡久明
- スクリプター - 田中小鈴
- スチール - 佐藤保
- 製作会社 - 映画「秋桜」製作委員会（フィルムヴォイス、日本テレビ放送網、もとみや青年会議所、オフィス・マインド、フォーラム運営委員会、バップ）
- 配給会社 - エースピクチャーズ、全国映画センター、映画「秋桜」製作委員会

## そのほか
- アイディルワイルド国際映画祭・最優秀長編映画賞を受賞。
- 原作はすずきじゅんいちの『秋桜 17歳女子高校生のものがたり』（1996年12月 汐文社 ISBN 4811301730）。
- 映画公開時「秋桜」と大きく書いた文字に小さく「コスモス」と添えられていることから『秋桜（コスモス）』等に表記されることも多い。
- 佐村河内守が初めて担当した映画作品として、ゴーストライター問題の浮上と相まって2014年に話題になった。クレジット上では、小田茜の主題歌「秋桜」の作曲だけでなく作詞も担当していたとされていた。
- 夏実のボーイフレンド役の齋藤恭央は、当時本名で活動していた桜塚やっくんである。